# Ryder Matos
Ryder Matos Santos (Seabra, Brasil, 27 de febrero de 1993) es un futbolista brasileño que juega como centrocampista en la A. C. Perugia Calcio de la Serie B de Italia.

## Trayectoria
Nacido en Seabra,  Bahía, Pantaleo Corvino fichó a Matos a la  Fiorentina a los 15 años, cuando jugaba en el  Vitória. Se trasladó a La Viola en 2008, y fue promovido al equipo Primavera en 2010.
El 29 de junio de 2012 Matos regresó a Brasil, unido a feroces rivales de Vitória y  Bahía en préstamo. A pesar de ser asignado inicialmente al equipo juvenil, hizo su debut como profesional el 8 de agosto, de entrar como sustituto del segundo tiempo en un empate en casa 0-0 contra  Portuguesa por el Campeonato Brasileiro Série A.

Matos fue definitivamente promovido al plantel principal de Bahía en 2013, y apareció con moderación durante el Campeonato Baiano, que su equipo terminó segundo. Marcó su primer gol como profesional el 2 de junio, la compensación de la primera victoria por 2-1 ante el  Internacional.
Matos volvió a Fiorentina a finales de junio de 2013, e hizo su debut con el club el 19 de septiembre, en el primer partido de la fase de grupos de la UEFA Europa League 2013-14 ante el Paços de Ferreira, de entrar como sustituto de Joaquín en el minuto 66 y anotar el segundo de una victoria en casa 3-0 un minuto más tarde. Él anotó otros dos goles en la misma competición, ambos contra el Pandurii Târgu Jiu.

## Clubes

### Carrera juvenil
| Club           | País   | Año       |
| -------------- | ------ | --------- |
| E. C. Vitória  | Brasil | 2005-2007 |
| ACF Fiorentina | Italia | 2008-2012 |

### Carrera profesional
| Club                        | País   | Año       | Partidos (goles) |
| --------------------------- | ------ | --------- | ---------------- |
| ACF Fiorentina              | Italia | 2012-2016 | 23 (0)           |
| E. C. Bahia→(préstamo)      | Brasil | 2012-2013 | 6 (1)            |
| Córdoba C. F.→(préstamo)    | España | 2014      | 4 (0)            |
| S. E. Palmeiras→(préstamo)  | Brasil | 2015      | 3 (0)            |
| Carpi F. C. 1909→(préstamo) | Italia | 2015-2016 | 15 (2)           |
| Udinese Calcio              | Italia | 2016-2021 | 36 (0)           |
| Hellas Verona→(préstamo)    | Italia | 2018-2019 | 38 (3)           |
| F. C. Lucerna→(préstamo)    | Suiza  | 2019-2020 | 23 (1)           |
| Empoli F. C.→(préstamo)     | Italia | 2020-2021 | 0 (0)            |
| A. C. Perugia Calcio        | Italia | 2021-     |                  |